# Albert S. Kobayashi
Albert Satoshi Kobayashi (* 9. Dezember 1924 in Chicago, Illinois; † vor oder am 13. April 2025) war ein US-amerikanischer Ingenieurwissenschaftler.
Kobayashi studierte an der Universität Tokio mit Bachelor-Abschluss 1947, arbeitete bis 1950 als Ingenieur in Japan (Konishiroku Photo Industry), studierte an der University of Washington mit Master-Abschluss 1952 und am Illinois Institute of Technology mit Promotion in Mechanik 1958. Von 1953 bis 1955 arbeitete er als Ingenieur bei den Illinois Tool Works und 1958 bis 1975 bei Boeing. Außerdem war er ab 1958 Assistant Professor und später Professor an der University of Washington, ab 1988 als Boeing Pennell Professor of Structural Analysis.
Er befasste sich mit Mechanik von Sprödbrüchen, experimenteller Spannungsanalyse (interferometrische Moiré-Analyse), Elastizitätstheorie sowie der Statik und Dynamik von mechanischen Strukturen.
2007 erhielt er die Daniel C. Drucker Medal und 2010 die Nadai Medal. 1997 erhielt er den japanischen Orden der aufgehenden Sonne (mit Goldstrahlen und Halsband). Er war Fellow der National Academy of Engineering, der Japan Society for the Promotion of Science und Ehrenmitglied der Society for Experimental Mechanics.
Von 1977 bis 1984 war er Associate Editor des Journal of Applied Mechanics.

## Schriften
- Herausgeber: Handbook on Experimental Mechanics. Prentice-Hall 1987, 2. Auflage VCH 1993
- Herausgeber: Manual of engineering stress analysis. 3. Auflage, Prentice-Hall 1982
- Herausgeber: Experimental techniques in fractures mechanics. 2 Bände, Iowa State University Press 1973, 1975